# Угловка (станция)
Угло́вка — узловая железнодорожная станция Октябрьской железной дороги на линии «Санкт-Петербург — Москва». Расположена в одноимённом населённом пункте в Окуловском муниципальном районе Новгородской области. Станция имеет 3 прямых пассажирских платформы.
Электрифицирована в составе главного хода Октябрьской железной дороги.
От станции Угловка отходит тупиковая тридцатикилометровая ветка на Боровичи.

## История
Станция IV класса была открыта 1 (13) ноября 1851 года под названием Угловская в составе Санкт-Петербурго-Московской железной дороги. Название станции происходит от близлежащего Угловского болота и было утверждено приказом МПС № 227 от 21 декабря 1850 года. После переименовании дороги 8 (20) сентября 1855 года станция в составе Николаевской железной дороги, а в 1863 году получила официальное название в создаваемой сети железных дорог — Угловка.
Первоначально на станции было построено две каменные водонапорные башни, две деревянные высокие платформы, по обеим сторонам от путей. В 1866 году построен пассажирский дом (вокзал) малого типа. В 1877 году, после открытия Боровичской железной дороги, вместо старого пассажирского здания был построен новый деревянный вокзал больших размеров. Стоимость нового здания отнесена на счёт обеих дорог поровну, в этом же году уложена соединительная ветвь протяжением 0,337 версты (из которой Николаевской жд принадлежит 0,119 вёрст, а Боровичской жд — 0,218 вёрст). Официально Боровичская железная дорога открыта 20 марта 1877 года. В 1879 и 1888 году произведена переделка пассажирских платформ, а в 1890 году платформы были удлинены.
С 27 февраля 1923 года, после переименовании дороги, станция в составе Октябрьской железной дороги, приказом НКПС № 1028 от 20 августа 1929 года станция в составе Октябрьских железных дорог, с 1936 года станция в составе Октябрьской железной дороги.
Согласно тарифному руководству № 4 от 1965 года, станция производит операции по приёму и выдачи повагонных грузов, допускаемых к хранению на открытых площадках, по хранению грузов повагонными и мелкими отправками, загружаемых целыми вагонами на подъездных путях и местах необщего пользования, продажа билетов на все пассажирские поезда, приём и выдача багажа. Согласно тарифному руководству № 4 от 1975 года, станция производит операции по приёму и выдачи повагонных грузов только на подъездных путях и местах необщего пользования, продажа билетов на все пассажирские поезда, приём и выдача багажа.
В 1971 году станции присвоен код ЕСР № 0648, 1975 году присвоен новый код ЕСР № 06480., с 1985 года код АСУЖТ (ЕСР) № 053309.
В 1982 году станции присвоен код Экспресс-2 № 20578, с 1994 года новый код Экспресс-3 № 2004578.
В 1888 году от станции был проложен подъездной путь в балластный карьер «Фирсановой» в котором добывали песок для балласта железной дороги. В 1930-е годы от станции был устроен подъездной путь до известкового завода, на карте 1941 года он указан как разобранный, впоследствии путь был восстановлен, это отражено на послевоенных картах. От станции также устроены подъездные пути: в Угловский леспромхоз и к электроподстанции «Угловка».
Транспортное сообщение
По состоянию на ноябрь 2019 года, через станцию ежедневно проходят 2 пары пригородных поездов сообщением Бологое — Окуловка и 1 пара поездов Бологое — Боровичи; частично эти поезда курсируют с «техническими» и «резервными» назначениями, но пассажиров берут.
На станции останавливаются некоторые высокоскоростные поезда «Сапсан». В 2009 году на перегоне Алёшинка — Угловка произошло крушение Невского Экспресса.
Коммерческие операции (параграфы)
Приём и выдача грузов повагонными и мелкими отправками, загружаемых целыми вагонами, только на подъездных путях и местах необщего пользования.
Продажа билетов на все пассажирские поезда. Приём и выдача багажа.
История
При станции начал формироваться посёлок Угловка, когда от Николаевской железной дороги (1876—1877) на северо-восток стали строить линию на город Боровичи.